# フォルリンポーポリ
フォルリンポーポリ（伊: Forlimpopoli）は、イタリア共和国エミリア＝ロマーニャ州フォルリ＝チェゼーナ県にある、人口約13,000人の基礎自治体（コムーネ）。

## 地理

### 位置・広がり

#### 隣接コムーネ
隣接するコムーネは以下の通り。
- ベルティノーロ
- フォルリ

### 気候分類・地震分類
フォルリンポーポリにおけるイタリアの気候分類 (it) および度日は、zona D, 2082 GGである。
また、イタリアの地震リスク階級 (it) では、zona 2 (sismicità media) に分類される。

## 行政

### 分離集落
フォルリンポーポリには、以下の分離集落（フラツィオーネ）がある。
- Sant'Andrea in Rossano, San Pietro ai Prati, San Leonardo in Schiova, Selbagnone

## 姉妹都市
- ヴィルヌーヴ＝ルベ、フランス
- トラウン、オーストリア 2013年[6]